# أوشا راني داس
أوشا راني داس (5 نوفمبر 1991 بكلكتا في الهند - ) هي لاعبة كرة قدم هندية في مركز حراسة المرمى. شاركت مع منتخب الهند الوطني لكرة القدم للسيدات.